# Patinação de velocidade nos Jogos Olímpicos de Inverno de 2006
A competição de patinação de velocidade no gelo nos Jogos Olímpicos de Inverno de 2006 aconteceu em dois locais de competição: Oval Lingotto para as provas de pista longa e na Torino Palavela para as provas de pista curta, ambas em Turim, na Itália.

## Calendário
| Fevereiro               | 10 | 11 | 12 | 13 | 14 | 15 | 16 | 17 | 18 | 19 | 20 | 21 | 22 | 23 | 24 | 25 | 26 |
| ----------------------- | -- | -- | -- | -- | -- | -- | -- | -- | -- | -- | -- | -- | -- | -- | -- | -- | -- |
| Patinação de velocidade |    | 1  | 1  | 1  | 1  |    | 2  |    | 1  | 1  |    | 1  | 1  |    | 1  | 1  |    |

|  | Dia de competição |  | Dia de final |  | Exibição de gala |

## Eventos
- 500 m feminino
- 1000 m feminino
- 1500 m feminino
- 3000 m feminino
- 5000 m feminino
- Perseguição por equipes feminino
- 500 m masculino
- 1000 m masculino
- 1500 m masculino
- 5000 m masculino
- 10000 m masculino
- Perseguição por equipes masculino

## Medalhistas
Masculino
| Evento                           | Ouro                                                                           | Prata                                                                               | Bronze                                                                                    |
| -------------------------------- | ------------------------------------------------------------------------------ | ----------------------------------------------------------------------------------- | ----------------------------------------------------------------------------------------- |
| 500 metros detalhes              | Joey Cheek USA Estados Unidos                                                  | Dmitry Dorofeyev RUS Rússia                                                         | Lee Kang-Seok KOR Coreia do Sul                                                           |
| 1000 metros detalhes             | Shani Davis USA Estados Unidos                                                 | Joey Cheek USA Estados Unidos                                                       | Erben Wennemars NED Países Baixos                                                         |
| 1500 metros detalhes             | Enrico Fabris ITA Itália                                                       | Shani Davis USA Estados Unidos                                                      | Chad Hedrick USA Estados Unidos                                                           |
| 5000 metros detalhes             | Chad Hedrick USA Estados Unidos                                                | Sven Kramer NED Países Baixos                                                       | Enrico Fabris ITA Itália                                                                  |
| 10000 metros detalhes            | Bob de Jong NED Países Baixos                                                  | Chad Hedrick USA Estados Unidos                                                     | Carl Verheijen NED Países Baixos                                                          |
| Perseguição por equipes detalhes | Matteo Anesi Enrico Fabris Ippolito Sanfratello Stefano Donagrandi* ITA Itália | Arne Dankers Steven Elm Justin Warsylewicz Denny Morrison* Jason Parker* CAN Canadá | Sven Kramer Mark Tuitert Carl Verheijen Rintje Ritsma* Erben Wennemars* NED Países Baixos |

Feminino
| Evento                           | Ouro                                                                                                | Prata                                                                                    | Bronze |
| -------------------------------- | --------------------------------------------------------------------------------------------------- | ---------------------------------------------------------------------------------------- | --- |
| 500 metros detalhes              | Svetlana Zhurova RUS Rússia                                                                         | Wang Manli CHN China                                                                     | Ren Hui CHN China                                                                                           |
| 1000 metros detalhes             | Marianne Timmer NED Países Baixos                                                                   | Cindy Klassen CAN Canadá                                                                 | Anni Friesinger GER Alemanha                                                                                |
| 1500 metros detalhes             | Cindy Klassen CAN Canadá                                                                            | Kristina Groves CAN Canadá                                                               | Ireen Wüst NED Países Baixos                                                                                |
| 3000 metros detalhes             | Ireen Wüst NED Países Baixos                                                                        | Renate Groenewold NED Países Baixos                                                      | Cindy Klassen CAN Canadá                                                                                    |
| 5000 metros detalhes             | Clara Hughes CAN Canadá                                                                             | Claudia Pechstein GER Alemanha                                                           | Cindy Klassen CAN Canadá                                                                                    |
| Perseguição por equipes detalhes | Daniela Anschütz-Thoms Anni Friesinger Claudia Pechstein Lucille Opitz* Sabine Völker* GER Alemanha | Kristina Groves Clara Hughes Christine Nesbitt Cindy Klassen* Shannon Rempel* CAN Canadá | Yekaterina Abramova Yekaterina Lobysheva Svetlana Vysokova Varvara Barysheva* Galina Likhachova* RUS Rússia |

* Participaram apenas das eliminatórias, mas receberam medalhas.

## Quadro de medalhas
| Ordem | País               | Medalha de ouro | Medalha de prata | Medalha de bronze |    | Ordem por total |
| ----- | ------------------ | --------------- | ---------------- | ----------------- | -- | --------------- |
| 1     | USA Estados Unidos | 3               | 3                | 1                 | 7  | 3               |
| 2     | NED Países Baixos  | 3               | 2                | 4                 | 9  | 1               |
| 3     | CAN Canadá         | 2               | 4                | 2                 | 8  | 2               |
| 4     | ITA Itália         | 2               |                  | 1                 | 3  | 4               |
| 5     | GER Alemanha       | 1               | 1                | 1                 | 3  | 4               |
| 5     | RUS Rússia         | 1               | 1                | 1                 | 3  | 4               |
| 7     | CHN China          |                 | 1                | 1                 | 2  | 7               |
| 8     | KOR Coreia do Sul  |                 |                  | 1                 | 1  | 8               |
| TOTAL | TOTAL              | 12              | 12               | 12                | 36 | —               |